# Frédérick Mansot
Frédérick Mansot est un illustrateur français de livre de jeunesse, né en 1967 au Puy-en-Velay.

## Biographie
Frédérick Mansot a été formé à l'École Émile-Cohl de Lyon, qu'il a ensuite intégré en tant qu'enseignant. Il travaille avec plusieurs techniques : aquarelle, encre de Chine, acrylique sur papier, mais aussi dessin par ordinateur.

## Publications
- Le Secret d'un prénom, textes de Lisa Bresner, Actes Sud Jeunesse, collection « Les Grands Livres », 2003 (réédition, Actes Sud Junior, collection « Encore une fois », 2013).
- Le Renard et l'Enfant, textes de Luc Jacquet, Hachette Jeunesse, 2007 (ouvrage réalisé en parallèle du film Le Renard et l'Enfant).
- L'Homme qui dessinait des arbres, Actes Sud, 2013 (ouvrage réalisé en parallèle du film Il était une forêt).
- Amin sans-papiers[3], écrit par Sylvie Baussier, éd. Élan vert, coll. Poil à gratter, 2007  (ISBN 978-2-84455-099-6)